# Juan Abarca Cidón

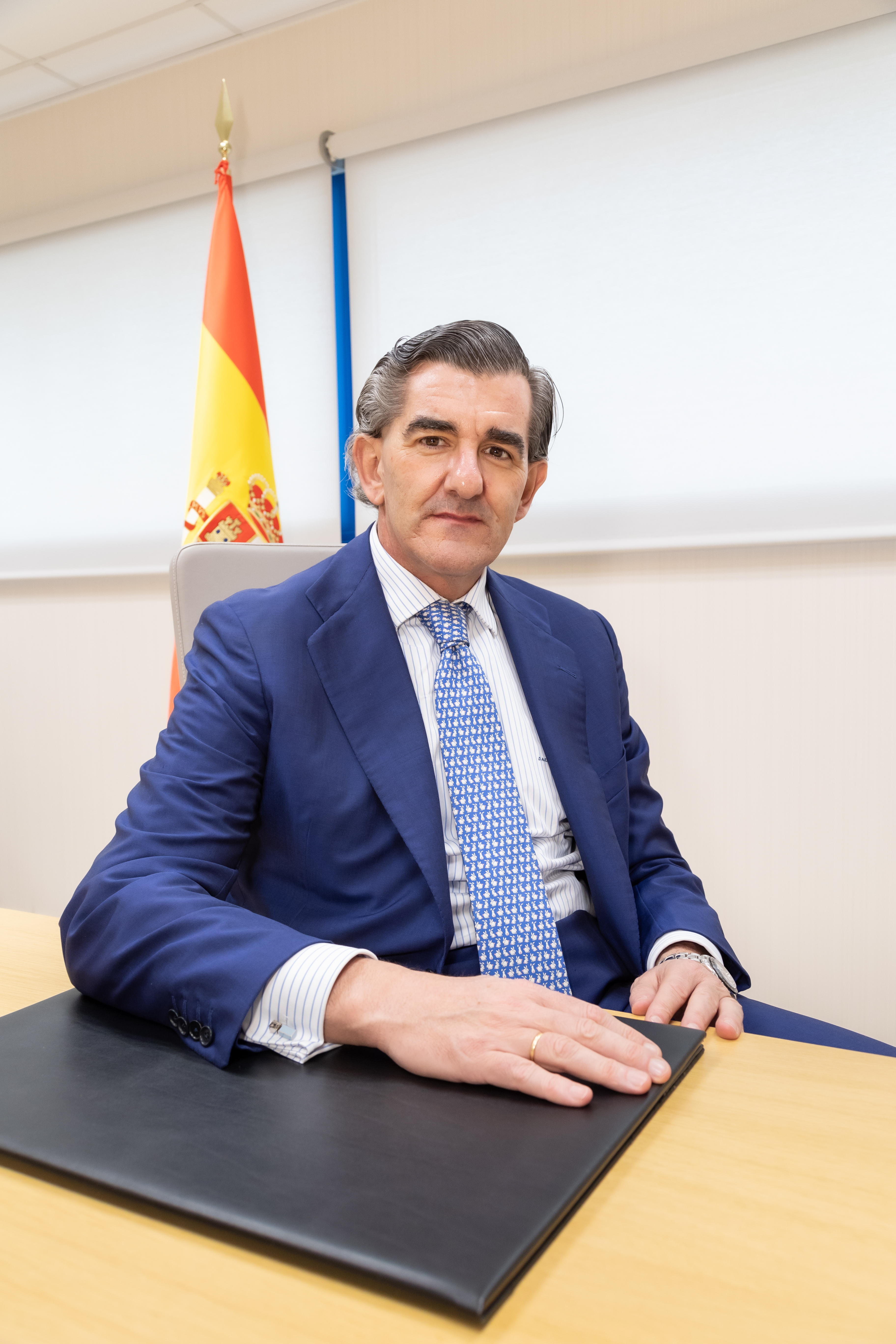
Juan Abarca Cidón

Juan Abarca Cidón (* 1971 in Madrid) ist ein spanischer Arzt, Rechtsanwalt und Geschäftsmann. Er ist Präsident der Krankenhausgruppe HM Hospitales und des Unternehmens PROMEDE. Er gehört der Lobby bzw. Interessengruppe an, die sich für die private Gesundheitsversorgung in Spanien einsetzt.

## Ausbildung und berufliche Entwicklung
Er wurde in Madrid geboren und ist der Sohn der Ärzte Juan Abarca Campal und Carmen Cidón Tamargo, den Gründern der Gruppe HM Hospitales. Er studierte Medizin an der Universität Complutense in Madrid und promovierte 2017 an der Universität San Pablo CEU mit der Arbeit Análisis de la Ley General de Sanidad en el Siglo XXI. Propuestas para un modelo sostenible (Analyse des allgemeinen Gesundheitsrechts im 21. Vorschläge für ein nachhaltiges Modell).
Nach seiner MIR-Spezialisierung in Familien- und Gemeinschaftsmedizin wurde er 1997 zum stellvertretenden ärztlichen Direktor des Hospital Universitario HM Montepríncipe und später zum Geschäftsführer ernannt. Seit 2016 ist er Vorsitzender der Gruppe.
Im Jahr 2002 gründete er das Unternehmen Profesionales de la Medicina y el Derecho S.A. (PROMEDE), das Gesundheitsgutachten und Bewertungen von Körperschäden im Bereich der Justiz durchführt und dessen Präsident und Geschäftsführer er ist.
Als Unternehmer im Gesundheitssektor ist er Teil der Lobby oder der politischen Druckgruppe, um Vorteile für die private Gesundheitsversorgung zu erreichen. Zusammen mit anderen gründete er das Institut für die Entwicklung und Integration des Gesundheitswesens (Stiftung IDIS), das die Interessen der privaten Gesundheitsversorgung vertritt; er war bis 2015 Generalsekretär und ist seit 2019 Präsident.
Er ist unter anderem Vizepräsident der Spanischen Vereinigung für Gesundheitsrecht und war zwischen 2012 und 2019 Mitglied des Beirats des Gesundheitsministeriums.
Er hat Essays und Artikel zum Thema Gesundheit veröffentlicht, insbesondere seine Kolumne „Tagebuch des Widerstands“, die er während der Covid-19-Pandemie veröffentlichte, und hat Artikel für verschiedene Medien geschrieben.
Er hat mehrere Preise und Anerkennungen erhalten, unter anderem die „Health Personality“ der Zeitschrift Redacción Médica (2014), die Ehrenmedaille der Bamberger Stiftung (2017), und den Preis „Madrileño of the Year“ (2023).

## Veröffentlichungen
- Abarca Cidón, J. El sistema sanitario español. De sus orígenes hasta nuestros días (Das spanische Gesundheitssystem. Von den Anfängen bis zur Gegenwart), Ed. Esfera de los libros, 2019.
- Abarca Cidón, J. und Pérez Iñigo, F. Un modelo de hospital (Ein Krankenhausmodell). Ed. Ars Médica, 2001 (4 Ausgaben)
- Abarca Cidón, J. und Juan-Peláez, F. Actuación profesional en el ámbito hospitalario (Berufliche Leistung im Krankenhausumfeld), Ed. Aula Salud Siglo XXI, 2003.
- VVAA Reflexiones sobre la colaboración pública-privada en atención sanitaria (Überlegungen zur öffentlich-privaten Zusammenarbeit im Gesundheitswesen), Raiz Publicidad, 2018
- VVAA Propuestas de fortalecimiento del sistema nacional de salud en la era postcovid. (Vorschläge zur Stärkung des nationalen Gesundheitssystems in der Post-Covid-Ära). Merck Salud, 2021